# Перепілка
Пе́репел (самка: перепі́лка, перепели́ця) — збірна  назва кількох родів родини фазанових (Phasianidae). Назва «перепілка» також застосовується до деяких представників токрових (Odontophoridae) Нового Світу. Це зазвичай невеликі пухкі сухопутні птахи, харчуються насінням, але інколи полюють на комах та подібних дрібних тварин. Гніздяться на землі та зазвичай здатні лише до нетривалого польоту, проте деякі види, такі як звичайна та японська перепілки, перелітні, здатні долати великі відстані. Багато видів вирощуються людиною, особливо японська перепілка, здатна відкладати велику кількість яєць. Галузь птахівництва, що займається вирощуванням перепілок, називається перепільництвом.

## Опис
Загалом перепілки — одні з найменших представників ряду куроподібних, їх маса становить 90-130 г, довжина тіла — 16-20 см.

## Спосіб життя
Дика перепілка веде винятково наземний спосіб життя і майже ніколи не піднімається на крило, віддаючи перевагу швидкій втечі від ворогів чи переховуванню від них в густій і високій рослинності. Трав'янистий покрив для перепілок — надійний захист від пернатих хижаків. Вони намагаються не залишати ці місця навіть на короткий час. Літає перепілка дуже швидко і низько над землею, часто махаючи крилами та плануючи перед посадкою. При добуванні корму порпається в землі, розкидаючи й розгрібаючи її дзьобом і ногами, охоче купається в пилюці. На дерева перепілка не сідає.

## Забарвлення
Життя перепілок у густому трав'янистому покриві наклало відбиток на зовнішність й звички цих птахів. Верх у перепілки жовтувато-бурий зі світлими й темними цятками, черевце — жовтувато-біле. Забарвлення перепілки явно маскувальне — помітити її на землі майже неможливо. Самець має подовжені коричневі пера на шиї і темно-бурі груди. У самок пера на шиї світліші, а груди сірі з чорними плямами. Крім того, у дорослих самців дзьоб темніший, ніж у самок, а над клоакою добре проглядається залоза рожевого кольору. При натисненні на неї виділяється пінистий секрет білого кольору. У самок клоакальна залоза відсутня, а шкіра навколо клоаки має темніший відтінок.

## Ареал
Розповсюдження дикої перепілки дуже широке — майже вся територія Євразії, Північна та Південна Африка. Перепілка — єдиний справжній перелітний вид серед наших курячих. Лише в Південній Африці та на Мадагаскарі вона веде осілий спосіб життя. Навесні перепілка прилітає на місця гніздування в числі останніх перелітних птахів — у квітні-травні, а на півночі ареалу навіть у червні.

## Парування та гніздування
Перепели не утворюють постійних пар, і самці спаровуються з будь-якою самкою. У цей час нерідко поміж самцями відбуваються жорстокі бійки за володіння самкою. Своє гніздо ці птахи влаштовують в невеликій ямці на землі, вистилаючи його сухими травинками, зрідка окремими пір'їнками квочки. У кладці зазвичай буває 8-20 буруватих яєць з чорно-бурими пляминками. Насиджує яйця сама самка протягом 15—17 днів після відкладання останнього яйця. Самець не бере ніякої участі ані в насиджуванні, ані у вихованні пташенят. Пташенята викльовуються з яєць густо опушені. Як тільки вони обсохнуть, виводок залишає гніздо. Пташенята дуже швидко ростуть і у віці 35—40 днів досягають розмірів дорослої птиці. Восени перепілки, готуючись до перельоту, швидко набирають вагу. Переліт для перепілок — дуже важко дається, тому що його дальність дуже велика.
Вони без приземлення летять на зимівлю через Чорне і Середземне моря.

## Види
- Рід Coturnix
  - Японська перепілка (Coturnix japonica)
  - Звичайна перепілка (Coturnix coturnix)
  - Арлекінова перепілка (Coturnix delegorguei)
  - Дощова перепілка (Coturnix coromandelica)
  - Щетиниста перепілка (Coturnix pectoralis)
  - Бура перепілка (Coturnix ypsilophora)
  - Китайська або азійська блакитна перепілка (Coturnix chinensis)
  - Африканська блакитна перепілка (Coturnix adansonii)
- Рід Anurophasis
  - Сніжна гірська перепілка (Anurophasis monorthonyx)
- Рід Perdicula
  - Джунглева чагарникова перепілка (Perdicula asiatica)
  - Кам'яна чагарникова перепілка (Perdicula argoondah)
  - Розписана чагарникова перепілка (Perdicula erythrorhyncha)
  - Маніпурська чагарникова перепілка (Perdicula manipurensis)
- Рід Ophrysia
  - Гімалайська перепілка (Ophrysia superciliosa) — під критичною загрозою або вимерла